# God’s Plan (singel Drake’a)
God’s Plan – pierwszy singel kanadyjskiego rapera Drake’a z jego drugiego minialbumu, zatytułowanego Scary Hours i piątego albumu studyjnego Scorpion. Singel został wydany 19 stycznia 2018. Twórcami tekstu utworu są Aubrey Graham, Ronald LaTour, Daveon Jackson, Matthew Samuels oraz Noah Shebib, natomiast jego produkcją zajęli się Cardo, Yung Exclusive, Boi-1da i 40.
„God’s Plan” jest utrzymany w stylu muzyki trap i pop-rap. Piosenka odniosła sukces komercyjny, stając się trzecim „numerem jeden” Drake’a na liście najlepiej sprzedających się singli w Kanadzie. Utwór także trafił na szczyt w Australii, Danii, Irlandii, Norwegii, Nowej Zelandii, Portugalii, Stanach Zjednoczonych, Szwecji, Wielkiej Brytanii i Włoszech.
Singel pobił rekord w mediach strumieniowych, takich jak Apple Music i Spotify, gdzie został odsłuchany najwięcej razy  w ciągu jednego dnia.

## Teledysk
Budżet na to wideo wynosił 996 631 dolarów i 90 centów. Wydaliśmy wszystko. Nie mówcie wytwórni.

Teledysk został zrealizowany 5 lutego 2018 w Miami High School. Zdjęcia do klipu przyciągnęły uwagę mediów, ponieważ raper przekazał m.in. 175 tys. dolarów przypadkowym mieszkańcom Miami.
16 lutego 2018 w serwisie YouTube ukazał się oficjalny teledysk do utworu. Klip ukazuje Drake’a rozdającym pieniądze potrzebującym, który miały być przeznaczone na wykonanie klipu do utworu.

## Notowania
| Lista (2018)                           | Najwyższa pozycja |
| -------------------------------------- | ----------------- |
| Australia (Top 50 Singles)             | 1                 |
| Austria (Ö3 Austria Top 40)            | 3                 |
| Belgia (Ultratop 50 Singles, Flandria) | 5                 |
| Belgia (Ultratop 50 Singles, Walonia)  | 4                 |
| Czechy (Singles Digitál – Top 100)     | 5                 |
| Dania (Track Top-40)                   | 1                 |
| Finlandia (Top 20 Singles)             | 3                 |
| Francja (Top 200 Singles)              | 4                 |
| Hiszpania (Top 100 Singles)            | 8                 |
| Holandia (Single Top 100)              | 1                 |
| Irlandia (Top 100 Singles)             | 1                 |
| Kanada (Billboard Canadian Hot 100)    | 1                 |
| Niemcy (Top 100 Singles)               | 1                 |
| Norwegia (Top 40 Singles)              | 1                 |
| Nowa Zelandia (Top 40 Singles)         | 1                 |
| Portugalia (Top 100 Singles)           | 1                 |
| Słowacja (Singles Digitál – Top 100)   | 2                 |
| Stany Zjednoczone (Hot 100)            | 1                 |
| Szwajcaria (Singles Top 100)           | 2                 |
| Szwecja (Top 100 Singles)              | 1                 |
| Węgry (Single (track) Top 40 lista)    | 18                |
| Wielka Brytania (Singles Top 200)      | 1                 |
| Włochy (Top 100 Singles)               | 1                 |

| Lista (2018)                           | Najwyższa pozycja |
| -------------------------------------- | ----------------- |
| Australia (Top 100 Singles)            | 2                 |
| Austria (Ö3 Austria Top 40)            | 17                |
| Belgia (Ultratop 50 Singles, Flandria) | 20                |
| Belgia (Ultratop 50 Singles, Walonia)  | 28                |
| Hiszpania (Top 100 Singles)            | 49                |
| Holandia (Single Top 100)              | 4                 |
| Irlandia (Top 100 Singles)             | 3                 |
| Kanada (Billboard Canadian Hot 100)    | 3                 |
| Niemcy (Top 100 Singles)               | 12                |
| Nowa Zelandia (Top 40 Singles)         | 1                 |
| Stany Zjednoczone (Hot 100)            | 1                 |
| Szwajcaria (Singles Top 100)           | 16                |
| Szwecja (Top 100 Singles)              | 5                 |
| Wielka Brytania (Singles Top 200)      | 2                 |
| Włochy (Top 100 Singles)               | 26                |

## Certyfikaty
| Kraj                         | Certyfikat                  |
| ---------------------------- | --------------------------- |
| Australia (ARIA)             | 9× platynowa płyta          |
| Austria (IFPI Austria)       | złota płyta                 |
| Belgia (BEA)                 | platynowa płyta             |
| Brazylia (Pro-Música Brasil) | diamentowa płyta            |
| Dania (IFPI Dania)           | 2× platynowa płyta          |
| Francja (SNEP)               | diamentowa płyta            |
| Hiszpania (PROMUSICAE)       | platynowa płyta             |
| Kanada (Music Canada)        | diamentowa płyta            |
| Meksyk (AMPROFON)            | platynowa płyta+złota płyta |
| Niemcy (BVMI)                | złota płyta                 |
| Nowa Zelandia (RMNZ)         | 2× platynowa płyta          |
| Polska (ZPAV)                | 3× platynowa płyta          |
| Portugalia (AFP)             | 4× platynowa płyta          |
| Stany Zjednoczone (RIAA)     | 16× platynowa płyta         |
| Szwecja (GLF)                | platynowa płyta             |
| Wielka Brytania (BPI)        | 4× platynowa płyta          |
| Włochy (FIMI)                | 2× platynowa płyta          |

## Historia wydania
| Region            | Data             | Format                 | Wytwórnia                         | Źródło |
| ----------------- | ---------------- | ---------------------- | --------------------------------- | ------ |
| Świat             | 19 stycznia 2018 | Digital download       | Young Money, Cash Money, Republic | [ 65 ] |
| Stany Zjednoczone | 23 stycznia 2018 | Rhythmic contemporary  | Young Money, Cash Money, Republic | [ 66 ] |
| Stany Zjednoczone | 30 stycznia 2018 | Contemporary hit radio | Young Money, Cash Money, Republic | [ 67 ] |